# Biển Timor
Biển Timor (tiếng Indonesia: Laut Timor; tiếng Bồ Đào Nha: Mar Timor) là một biển bị vây quanh bởi đảo Timor ở phía bắc, biển Arafura về phía đông, Úc về phía nam, và Ấn Độ Dương về phía tây.